# Usbekische Fußballnationalmannschaft/Olympische Spiele
Die usbekische Fußballnationalmannschaft nahm erstmals an der Qualifikation für die Olympischen Spiele in Atlanta teil, konnte sich aber erst 2024 für die Olympischen Spiele in Paris 2024 qualifizieren.

## Ergebnisse bei Olympischen Spielen

### 1996
- Olympia-Qualifikation:
  - 1. Runde:
    - 20. Mai 1995: Kirgisistan – Usbekistan 1:5
    - 10. Juni 1995: Usbekistan – Tadschikistan 2:0
    - 23. Juni 1995: Usbekistan – Kasachstan 1:2
    - 12. August 1995: Usbekistan – Kirgisistan 2:1
    - 02. September 1995: Tadschikistan – Usbekistan 1:1
    - 07. Oktober 1995: Kasachstan – Usbekistan 3:1 – Usbekistan verpasst als Gruppenzweiter die zweite Runde

### 2000
- Olympiaqualifikation
  - 1. Runde
    - 03. April 1999: Usbekistan – Kirgisistan 3:1 oder 3:0
    - 10. April 1999: Usbekistan – Tadschikistan 3:0
    - 24. April 1999 Turkmenistan – Usbekistan 1:1
    - 15. Mai 1999: Usbekistan – Kasachstan 0:2
    - 29. Mai 1999: Kasachstan – Usbekistan 3:1
    - 12. Juni 1999: Usbekistan – Turkmenistan 3:0 oder 3:1
    - 26. Juni 1999: Tadschikistan – Usbekistan 0:2
    - 03. Juli 1999: Kirgisistan – Usbekistan 0:2 – Usbekistan verpasst als Gruppenzweiter die zweite Runde

### 2004
- Olympiaqualifikation:
  - 2. Runde:
    - 3. Mai 2003: Usbekistan – Iran 1:3
    - 7. Juni 2003 Iran – Usbekistan 6:1

### 2008
- Olympiaqualifikation:
  - 1. Runde:
    - 07. Februar 2007: Usbekistan – Tadschikistan 4:1 (in Taschkent)
    - 14. Februar 2007: Tadschikistan – Usbekistan 0:2 (in Duschanbe)

  - 2. Runde:
    - 28. Februar 2007: Usbekistan – VAE 2:1 (in Taschkent)
    - 14. März 2007: Jemen – Usbekistan 0:1 (in Sana'a)
    - 28. März 2007: Südkorea – Usbekistan (in Ansan)
    - 18. April 2007: Usbekistan – Südkorea 0:1 (in Taschkent)
    - 16. Mai 2007: VAE – Usbekistan 0:2 (in Sana'a)
    - 6. Juni 2007: Usbekistan – Jemen 3:0 (in Samarkand)

  - Final-Runde:
    - 22. August 2007: Südkorea – Usbekistan 2:1 (in Seoul)
    - 8. September 2007: Usbekistan – Syrien 0:0 (in Samarkand)
    - 12. September 2007: Usbekistan – Bahrain – 1:2 (in Taschkent)
    - 17. Oktober 2007: Bahrain – Usbekistan 2:0 (in Manama)
    - 17. November 2007: Usbekistan – Südkorea 0:0 (in Taschkent)
    - 21. November 2007: Syrien – Usbekistan 3:3 (in Aleppo) – Usbekistan verpasst als Gruppenletzter die Olympischen Spiele in Peking

### 2012
- Olympiaqualifikation:
  - 2. Runde:
    - 19. Juni 2011: Usbekistan – Hongkong 1:0 (in Taschkent)
    - 23. Juni 2011: Hongkong – Usbekistan 0:2 (in Hongkong)

  - 3. Runde:
    - 21. September 2011: Usbekistan – Irak 2:0 (in Taschkent)
    - 23. November 2011: VAE – Usbekistan 0:0 (in Al Ain)
    - 27. November 2011: Australien – Usbekistan 0:0 (in Parramatta)
    - 5. Februar 2012: Usbekistan – Australien 2:0 (in Taschkent)
    - 21. Februar 2012: Irak – Usbekistan 2:1 (in Doha, Katar)
    - 14. März 2012: Usbekistan – VAE 2:3 (in Taschkent) – Usbekistan verpasst als Gruppenzweiter die Olympischen Spiele in London

### 2016
Usbekistan qualifiziert sich als Zweiter der Qualifikation für die U-23-Fußball-Asienmeisterschaft 2016:
- 27.03.2015: Usbekistan – Indien 2:0 (0:0)
- 29.03.2015: Bangladesch – Usbekistan 0:4 (0:4)
- 31.03.2015: Syrien – Usbekistan 2:1 (2:0)

- Vorrunde in Doha:
  - 13. Januar 2016: Südkorea – Usbekistan 2:1 (1:0)
  - 16. Januar 2016: Usbekistan – Irak 2:3 (1:2)
  - 19. Januar 2016: Usbekistan – Jemen 3:1 (1:0) Usbekistan verpasst als Gruppendritter die K.-o.-Runde und damit die Olympischen Spiele in Rio de Janeiro

### 2020

#### Qualifikation für die Asienmeisterschaft 2020inTaschkent
- 22.03.2019: Indien – Usbekistan 0:3 (0:1)
- 26.03.2019: Usbekistan – Tadschikistan 0:0

#### U-23-Fußball-Asienmeisterschaft 2020inThailand
- Vorrunde:
  - 09. Januar 2020 in Songkhla: Usbekistan – Iran 1:1 (1:0)
  - 12. Januar 2020 in Songkhla: China – Usbekistan 0:2 (0:1)
  - 15. Januar 2020 in Tha Khlong: Usbekistan – Südkorea 1:2 (1:1) – Usbekistan erreicht als Gruppenzweiter die K.-o.-Runde
- K.-o.-Runde:
  - 19. Januar 2020, Viertelfinale in Bangkok: Ver. Arab. Emirate – Usbekistan 1:5 (1:3)
  - 22. Januar 2020, Halbfinale in Bangkok: Saudi-Arabien – Usbekistan 1:0 (0:0)
  - 25. Januar 2020, Spiel um Platz 3 in Bangkok: Australien – Usbekistan 1:0 (0:0)

### 2024

#### Qualifikation für die Asienmeisterschaft 2024inTaschkent
- 06.09.2023: Usbekistan – Afghanistan 8:1 (2:1)
- 09.09.2023: Hongkong – Usbekistan 0:10 (0:3)
- 12.09.2023: Usbekistan – Iran 1:0 (0:0)

#### U-23-Fußball-Asienmeisterschaft 2024inKatar
- Vorrunde:
  - 17. April 2024 in ar-Rayyan: Usbekistan – Malaysia 2:0 (1:0)
  - 20. April 2024 in al-Wakra: Kuwait – Usbekistan 0:5 (0:1)
  - 23. April 2024 in ar-Rayyan: Usbekistan – Vietnam 3:0 (3:0) – Usbekistan erreicht als Gruppensieger die K.-o.-Runde
- K.-o.-Runde:
  - 26. April 2024, Viertelfinale in ar-Rayyan: Usbekistan – Saudi-Arabien 2:0 (1:0)
  - 29. April 2024, Halbfinale in Doha: Indonesien – Usbekistan 0:2 (0:0) – Usbekistan qualifiziert sich für die Olympischen Spiele
  - 3. Mai 2024, Finale in ar-Rayyan: Japan – Usbekistan 1:0 (0:0)

#### SpieleinParis
Bei der Auslosung am 20. März 2024 war der Zweite der Asienmeisterschaft zusammen mit Frankreich, Argentinien und dem Asienmeister Topf 1 zugeordnet und wurde als Gruppenkopf der Gruppe C gelost. Gegner sind Ägypten, die erstmals für die Olympischen Spiele qualifizierte Dominikanische Republik und Spanien. Spielberechtigt sind Spieler, die nach dem 31. Dezember 2000 geboren sind, plus drei ältere Spieler.
- Vorrunde:
  - 24. Juli 2024 um 15:00 Uhr MESZ in Paris: Usbekistan – Spanien 1:2 (1:1)
  - 27. Juli 2024 um 15:00 Uhr MESZ in Nantes: Usbekistan – Ägypten 0:1 (0:1) – damit keine Chance mehr die K.-o.-Runde zu erreichen
  - 30. Juli 2024 um 15:00 MESZ in Paris: Dom. Republik – Usbekistan 1:1 (0:0) – als Gruppenletzte ausgeschieden